# Tiquilia gossypina
Tiquilia gossypina är en strävbladig växtart som först beskrevs av Woot. och Standl., och fick sitt nu gällande namn av A. Richardson. Tiquilia gossypina ingår i släktet Tiquilia och familjen strävbladiga växter. Inga underarter finns listade i Catalogue of Life.